# Jonathan C. Brown
Jonathan Charles Brown (* 2. Oktober 1942) ist ein US-amerikanischer Historiker.

## Leben
Er erwarb den B.A. in Journalismus an der University of Wisconsin, den MA in Geschichte an der University of Arizona und den Ph.D. in Geschichte an der University of Texas. Seit 1992 ist er Professor für Geschichte an der University of Texas at Austin.

## Schriften (Auswahl)
- A Socioeconomic History of Argentina, 1776–1860. Cambridge 1979, ISBN 0-521-22219-2.
- Oil and Revolution in Mexico. Berkeley 1993, ISBN 0-520-07934-5.
- Latin America. A Social History of the Colonial Period. Belmont 2005, ISBN 0-534-64233-0.
- A Brief History of Argentina. New York 2011, ISBN 0-8160-8361-4.
- Cuba’s Revolutionary World. Cambridge 2017, ISBN 978-0-674-97198-1.